# ده اصغر (زابل)
ده اصغر، روستایی در دهستان ژاله‌ای بخش کرباسک شهرستان زابل در استان سیستان و بلوچستان ایران است.

## جمعیت
بر پایه سرشماری عمومی نفوس و مسکن در سال ۱۳۹۵، جمعیت این روستا برابر با ۲۷۵ نفر (۶۵ خانوار) بوده‌است.